# Лукас Кранах III
Лукас Кранах III (нім. Lucas Cranach III.; 6 березня 1586 — 15 вересня 1645) — німецький художник, останній представник малярської династії Кранахів.

## Життя і творчість
Про нього обмаль відомостей. Старший син художника Августина Кранаха і Марії Зелфіш. Народився 1586 року у Віттенберзі. Замолоду навчався малювання в батьківській майстерні, згодом став допомагати останньому. У 1595 році після смерті Августина Кранаха номінально очолив родинну майстерню, але справу спочатку вела його мати через малий вік Лукаса. Після 1600 року одружився з Мартою Гільдебранд. Після її  смерті 1624 року одружився вдруге. Помер 1645 року у Віттенберзі.
На тепер не відомий жодних з творів Лукаса Кранаха III. Вважається, що наслідував батькові й діду в манері малювання. На думку низки дослідників, можливо він був одним з поки що анонімних живописців так званого Дюрерського Відродження, який спеціалізувався на наслідуванні старих майстрів.

## Родина
1. Дружина — Марта Гільдебранд
дітей не було
2. Дружина — Сибілла Ріхтер
Діти:
- Марта Маргарита Сибілла, дружина вченого Егідія Штрауха II